# Arenophilus peregrinus
Arenophilus peregrinus är en mångfotingart som beskrevs av Jones 1989. Arenophilus peregrinus ingår i släktet Arenophilus och familjen storjordkrypare. Inga underarter finns listade i Catalogue of Life.